# Bill Champlin

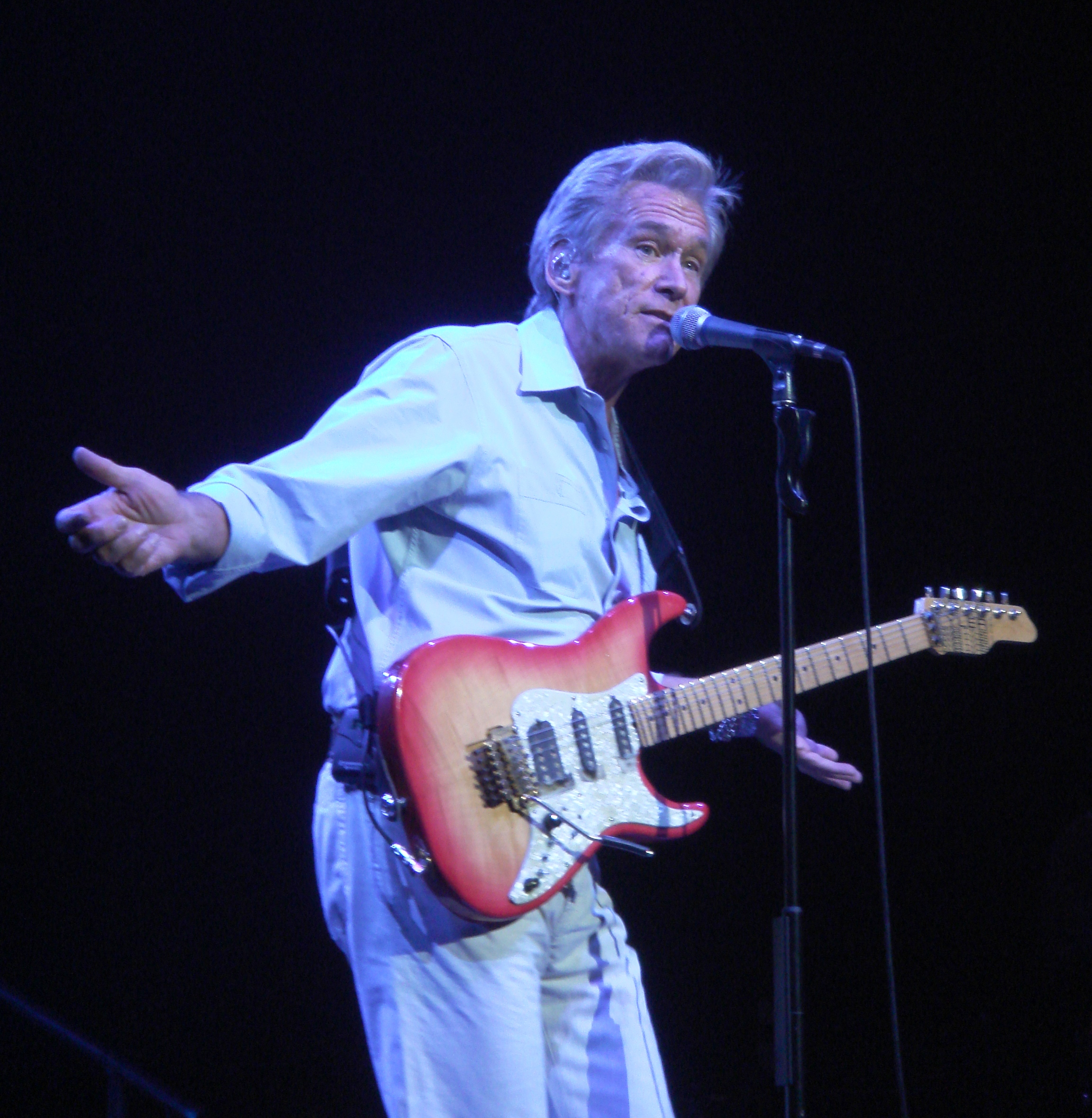
Bill Champlin

Bill Champlin (* 21. Mai 1947 in Oakland, Kalifornien, als William Bradford Champlin) ist ein US-amerikanischer Sänger, Gitarrist, Keyboardspieler, Arrangeur, Musikproduzent und Songwriter. Bekannt ist er vor allem durch seine Mitgliedschaft in den Bands Chicago und The Sons of Champlin. Er gewann zwei Grammy Awards als Songwriter.

## Leben
An seiner Highschool in Mill Valley, Kalifornien, gründete Champlin, der Piano und Gitarre spielte, 1961 die Band „The Opposite Six“, aus der 1967 The Sons of Champlin entstanden. Sie veröffentlichten eine Reihe von Alben und waren als Live-Band populär, schafften jedoch nie den erhofften kommerziellen Durchbruch. 1977 löste sich die Gruppe auf. Zwischenzeitlich hatte Champlin Anfang der 1970er ein anderes Bandprojekt namens „The Rhythm Dukes“.
Nach dem Ende der Sons arbeitet Champlin in Los Angeles als Studiomusiker und Songwriter. 1979 gewann er seinen ersten Grammy als Mitautor des Songs After The Love Has Gone, ein Hit für Earth, Wind & Fire, 1982 den zweiten als Mitautor von Turn Your Love Around, ein Hit für George Benson. 1980 wurde Champlin als „Most Valuable Player“ für seine Arbeit als Begleitsänger ausgezeichnet.
Bill Champlin ist als Begleitmusiker und -sänger auf Hunderten von Aufnahmen bekannter Musiker und Bands zu hören, darunter REO Speedwagon, Al Jarreau, Boz Scaggs, The Tubes, Lee Ritenour, Amy Grant und Barry Manilow.
1978 und 1981 erschienen die ersten beiden Soloalben Champlins, die sich jedoch schlecht verkauften. In den 1990ern folgten fünf weitere Soloalben, die neben seiner Tätigkeit für Chicago entstanden. Von 1981 bis 2008 war Champlin Mitglied dieser Gruppe.
Nachdem es bereits 1985 eine Wiedervereinigung der Sons of Champlin für einen Auftritt gegeben hatte, nahm die Gruppe 1997 ihre musikalische Zusammenarbeit wieder auf, die bis heute anhält. 2008 erschien daneben ein neues Soloalbum Champlins.

## Diskografie (solo)

### Studioalben
- 1978: Single (Full Moon Records / Epic Records)
- 1981: Runaway (Elektra Records)
- 1990: No Wasted Moments (Elektra)
- 1992: Burn Down The Night (Emotion)
- 1994: Through It All (Turnip The Music Group)
- 1995: He Started To Sing (Turnip The Music Group)
- 2008: No Place Left To Fall (DreamMakers Music)

### Live-Alben
- 1996: Mayday (Champlin Records)

### Singles
- 1981: Tonight, Tonight
- 1981: Sara
- 1990: The City
- 1991: Memories of Her
- 1996: Southern Serenade